# Zungenlose
Die Zungenlosen (Pipidae) sind eine Familie der Froschlurche (Anura). Der Name geht auf die fehlende Zunge zurück. Die Augen sind lidlos (Ausnahme: Pseudhymenochirus merlini, aber nur bei toten Tieren erkennbar); Hornzähne fehlen. Das Vorhandensein von Seitenlinienorganen in Form von erhabenen Hautpapillen weist auf die aquatile Lebensweise der Tiere hin. Während der Paarung werden die Weibchen von den Männchen in der Leistengegend umklammert (= inguinaler Amplexus). Die Kaulquappen besitzen paarige Atemöffnungen. Zunächst haben sie noch freie Rippen, die aber nach der Metamorphose mit den Querfortsätzen der Wirbel verwachsen.
Die Krallenfrösche sind in Afrika verbreitet, die Wabenkröten in Südamerika. Die meisten Arten kommen in Gewässern der tropischen Regenwälder vor.
Insbesondere die Gattungen Xenopus und Hymenochirus werden oft in Aquarien gehalten und gezüchtet. Früher nutzte man sie auch für Schwangerschaftstests, indem man ihnen den Urin von Frauen unter die Haut spritzte. Waren diese schwanger, enthielt der Harn entsprechende Hormone, die den Frosch zum Ablaichen stimulierten (Näheres siehe unter Krallenfrosch).
Zum Paarungs- und Brutpflegeverhalten der Wabenkröten vergleiche: Kaulquappe.

## Systematik

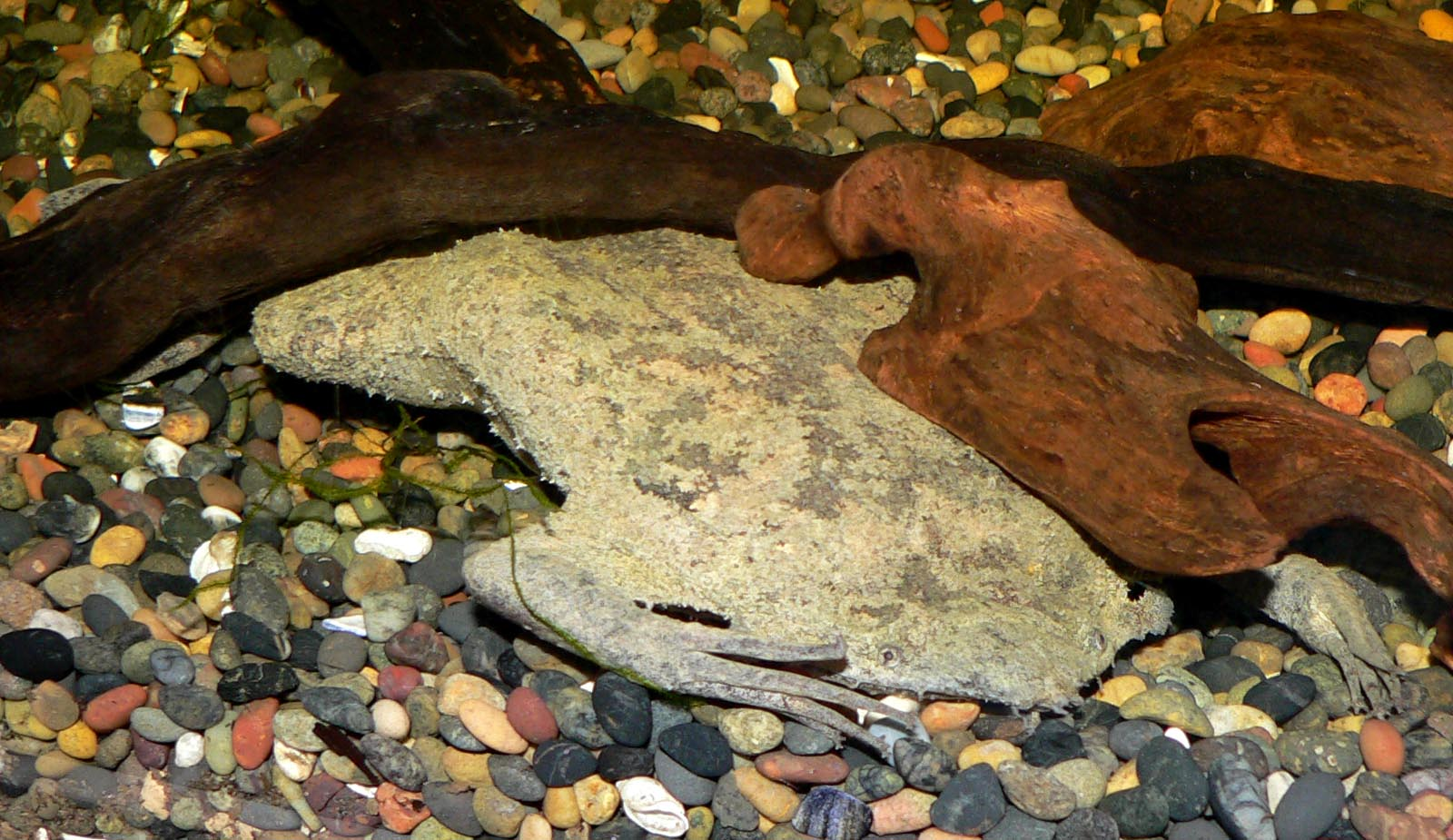
Große Wabenkröte (Pipa pipa)

Zur Familie Pipidae gehören vier Gattungen und 41 Arten.
Stand: 24. September 2019
- Hymenochirus (Boulenger, 1896) – Zwergkrallenfrösche
  - Hymenochirus boettgeri (Tornier, 1896) – Boettgers Zwergkrallenfrosch
  - Hymenochirus boulengeri (Witte, 1930) – Boulengers Zwergkrallenfrosch
  - Hymenochirus curtipes (Noble, 1924) – Gedrungener Zwergkrallenfrosch
  - Hymenochirus feae (Boulenger, 1906)
- Pipa (Laurenti, 1768) – Wabenkröten
  - Pipa arrabali (Izecksohn, 1976) – Gelbe Wabenkröte
  - Pipa aspera (Müller, 1924) – Venezuela-Wabenkröte
  - Pipa carvalhoi (Miranda-Ribeiro, 1937) – Mittlere Wabenkröte
  - Pipa myersi (Trueb, 1984) – Myers Wabenkröte
  - Pipa parva (Ruthven & Gaige, 1923) – Kleine Wabenkröte
  - Pipa pipa (Linnaeus, 1758) – Große Wabenkröte
  - Pipa snethlageae (Müller, 1914) – Pará-Wabenkröte
- Pseudhymenochirus (Chabanaud, 1920)
  - Pseudhymenochirus merlini (Chabanaud, 1920) – Scheinbarer Zwergkrallenfrosch
- Xenopus (Wagler, 1827) – Krallenfrösche
  - Xenopus allofraseri Evans, Carter, Greenbaum, Gvoždík, Kelley, McLaughlin, Pauwels, Portik, Stanley, Tinsley, Tobias & Blackburn, 2015
  - Xenopus amieti (Kobel, du Pasquier, Fischberg & Gloor, 1980) – Amiets Krallenfrosch
  - Xenopus andrei (Loumont, 1983) – Andreis Krallenfrosch
  - Xenopus borealis (Parker, 1936) – Gelbgefleckter Krallenfrosch
  - Xenopus boumbaensis (Loumont, 1983) – Kamerin Krallenfrosch
  - Xenopus calcaratus Peters, 1875
  - Xenopus clivii (Peracca, 1898) – Äthiopischer Krallenfrosch
  - Xenopus epitropicalis Fischberg, Colombelli & Picard, 1982 – Äquator-Krallenfrosch
  - Xenopus eysoole Evans, Carter, Greenbaum, Gvoždík, Kelley, McLaughlin, Pauwels, Portik, Stanley, Tinsley, Tobias & Blackburn, 2015
  - Xenopus fischbergi Evans, Carter, Greenbaum, Gvoždík, Kelley, McLaughlin, Pauwels, Portik, Stanley, Tinsley, Tobias & Blackburn, 2015
  - Xenopus fraseri (Boulenger, 1905) – Fraserscher Krallenfrosch
  - Xenopus gilli (Rose & Hewitt, 1927) – Kap-Krallenfrosch
  - Xenopus itombwensis Evans, Carter, Tobias, Kelley, Hanner & Tinsley, 2008
  - Xenopus kobeli Evans, Carter, Greenbaum, Gvoždík, Kelley, McLaughlin, Pauwels, Portik, Stanley, Tinsley, Tobias & Blackburn, 2015
  - Xenopus laevis (Daudin, 1802) – Glatter Krallenfrosch
  - Xenopus largeni (Tinsley, 1995) – Mandebo-Krallenfrosch
  - Xenopus lenduensis (Evans, Greenbaum, Kusamba, Carter, Tobias, Mendel & Kelley, 2011)
  - Xenopus longipes (Loumont & Kobel, 1991) – Langfüßiger Krallenfrosch
  - Xenopus mellotropicalis Evans, Carter, Greenbaum, Gvoždík, Kelley, McLaughlin, Pauwels, Portik, Stanley, Tinsley, Tobias & Blackburn, 2015
  - Xenopus parafraseri Evans, Carter, Greenbaum, Gvoždík, Kelley, McLaughlin, Pauwels, Portik, Stanley, Tinsley, Tobias & Blackburn, 2015
  - Xenopus muelleri (Peters, 1844) – Müllers Krallenfrosch
  - Xenopus petersii (Bocage, 1895)
  - Xenopus pygmaeus (Loumont, 1986) – Pygmaeen-Krallenfrosch
  - Xenopus ruwenzoriensis (Tymowska & Fischberg, 1973) – Ruwenzoriberg-Krallenfrosch
  - Xenopus tropicalis (Gray, 1864) – Tropischer Krallenfrosch
  - Xenopus vestitus (Laurent, 1972) – Kurzbeiniger Krallenfrosch
  - Xenopus victorianus Ahl, 1924
  - Xenopus wittei (Tinsley, Kobel & Fischberg, 1979) – Wittes Krallenfrosch

Die Gattung Silurana (Gray, 1864) mit Silurana epitropicalis (Fischberg, Colombelli & Picard, 1982), Äquator-Krallenfrosch, und Silurana tropicalis (Gray, 1864), Tropischer Krallenfrosch, wurde zu Xenopus gestellt.